# Mánárfjall
Mánárfjall är ett berg i republiken Island. Det ligger i regionen Norðurland eystra, 260 km nordost om huvudstaden Reykjavík. Toppen på Mánárfjall är 648 meter över havet.
Trakten runt Mánárfjall är nära nog obefolkad, med mindre än två invånare per kvadratkilometer. Närmaste större samhälle är Siglufjörður, nära Mánárfjall. Trakten runt Mánárfjall består i huvudsak av gräsmarker.